# Liberty (South Carolina)
Liberty is een plaats (town) in de Amerikaanse staat South Carolina, en valt bestuurlijk gezien onder Pickens County.

## Demografie
Bij de volkstelling in 2000 werd het aantal inwoners vastgesteld op 3009.
In 2006 is het aantal inwoners door het United States Census Bureau geschat op 3031, een stijging van 22 (0,7%).

## Geografie
Volgens het United States Census Bureau beslaat de plaats een oppervlakte van
11,1 km², geheel bestaande uit land. Liberty ligt op ongeveer 309 m boven zeeniveau.

## Plaatsen in de nabije omgeving
De onderstaande figuur toont nabijgelegen plaatsen in een straal van 12 km rond Liberty.